# 662
662 (DCLXII) je bilo navadno leto, ki se je po julijanskem koledarju začelo na soboto.

## Dogodki
- 1. januar

## Smrti
- 18. oktober - Hildebert Posvojeni, kralj Avstrazije (* okoli 650)
- Maksim Spoznavalec (Maksim Konfesor), cerkveni oče, menih, teolog (* 580)